# Ruchama (Jeruzalém)
Ruchama (hebrejsky: רוחמה) je městská čtvrť v severozápadní části Jeruzaléma v Izraeli.

## Geografie
Leží v nadmořské výšce přes 800 metrů, cca 2 kilometry severozápadně od Starého Města v centrální části Západního Jeruzaléma (takzvaný Lev ha-Ir, Střed města). Na severu s ní sousedí čtvrť Mekor Baruch, za jejíž součást bývá někdy považována. Na jihu leží čtvrť Machane Jehuda, na východě Zichron Moše. Populace čtvrti je židovská.